# Muine Bheag
Muine Bheag, che significa "piccolo boschetto", o Muinebeag (già Bagenalstown) è il secondo centro per importanza della contea di Carlow, in Irlanda; è situato sul fiume Barrow.

## Monumenti e luoghi d'interesse
- Castello di Ballyloughan